# Hlassamè
Hlassamè ist ein Arrondissement im Département Couffo im westafrikanischen Staat Benin. Es ist eine Verwaltungseinheit, die der Gerichtsbarkeit der Kommune Lalo untersteht.

## Demografie und Verwaltung
Gemäß der Volkszählung 2013 des beninischen Statistikamtes INSAE hatte das Arrondissement 19.055 Einwohner, davon waren 8822 männlich und 10.233 weiblich.
Von den 67 Dörfern und Quartieren der Kommune Lalo entfallen neun auf Hlassamè:
1. Adjaglimey
2. Edah-Gbawlahoué
3. Gnigbandjimè
4. Kpassakanmè
5. Oukanmè
6. Klabessihoué
7. Sohounouhoué
8. Sowanouhoué
9. Wéwéhoué